# Francisco Prieto Moreno
Francisco Prieto-Moreno Pardo (Granada, 28 de agosto de 1907 - Madrid, 21 de diciembre de 1985) fue un arquitecto y político español. Jefe provincial de Falange de Granada, ostentó brevemente el cargo de gobernador civil de Málaga, a finales de 1939. Su cese abrió la puerta de la carrera política a José Luis Arrese y Magra, que fuera ministro-secretario general del Movimiento.

## Trayectoria
Arquitecto de profesión, Prieto-Moreno desarrollaría su carrera política como tecnócrata especializado en arquitectura, urbanismo y en la protección del patrimonio histórico artístico.
Su siguiente cargo sería el de jefe arquitecto y conservador de la Alhambra (cargo que venía ostentando desde 1937), además de jefe comarcal del Servicio Nacional de Regiones Devastadas y Reparaciones. Aunque siguió ejerciendo como conservador de la Alhambra hasta 1977, también ejerció al frente de la Dirección General de Arquitectura entre 1946 y 1960. Sus aportaciones en el ámbito del patrimonio: sus diseños de arquitectura contemporánea y sus estudios teóricos como “ideólogo” de la nueva arquitectura franquista, o su interés por la protección de los centros históricos y el urbanismo tradicional, lo convierten en una de las personalidades más destacables de la sociedad franquista.
Francisco Prieto-Moreno Pardo, al margen de su labor como arquitecto restaurador, también ejerció como procurador en Cortes y como consejero nacional por Granada.

## Obras
- Remodelación de la Ermita de San Isidro (Granada), 1942.
- Parador nacional de turismo Hospedería del santuario de la Virgen de la Cabeza, en Andújar (Jaén), inaugurada el 27 de noviembre de 1944.
- Gobierno Civil de Murcia (1954), actual Delegación del Gobierno en la Región de Murcia

## Distinciones[4]
- Medalla de Oro de las Bellas Artes.
- Académico de la Real Academia de San Carlos, de Valencia.
- Académico de la Real Academia de Nuestra Señora de las Angustias, de Granada.
- Correspondiente de la Real Academia de Bellas Artes de San Fernando.

| Predecesor: Francisco García Alted | Gobernador civil de Málaga octubre de 1939 - diciembre de 1939 | Sucesor: José Luis Arrese y Magra |